# Chameyrat
Chameyrat ist eine französische Gemeinde mit 1492 Einwohnern (Stand 1. Januar 2022) im Département Corrèze in der Region Nouvelle-Aquitaine. Die Gemeinde ist Mitglied des Gemeindeverbandes Tulle Agglo.

## Geografie
Die Gemeinde liegt im Massif Central ungefähr zehn Kilometer südwestlich von Tulle, der Präfektur des Départements, entfernt.
Nachbargemeinden sind im Norden Naves, im Nordosten Tulle, im Osten Sainte-Fortunade, im Süden Cornil, im Südwesten Saint-Hilaire-Peyroux, im Westen Favars und im Nordwesten Saint-Mexant.

## Wappen
Blasonierung: In Blau ein goldener Hahn auf silberner Glocke stehend von drei (2;1) fünfstrahligen goldenen Sternen begleitet.

## Einwohnerentwicklung
| Jahr      | 1962 | 1968 | 1975 | 1982 | 1990 | 1999 | 2007 | 2016 |
| Einwohner | 1137 | 1185 | 1196 | 1436 | 1569 | 1540 | 1584 | 1552 |

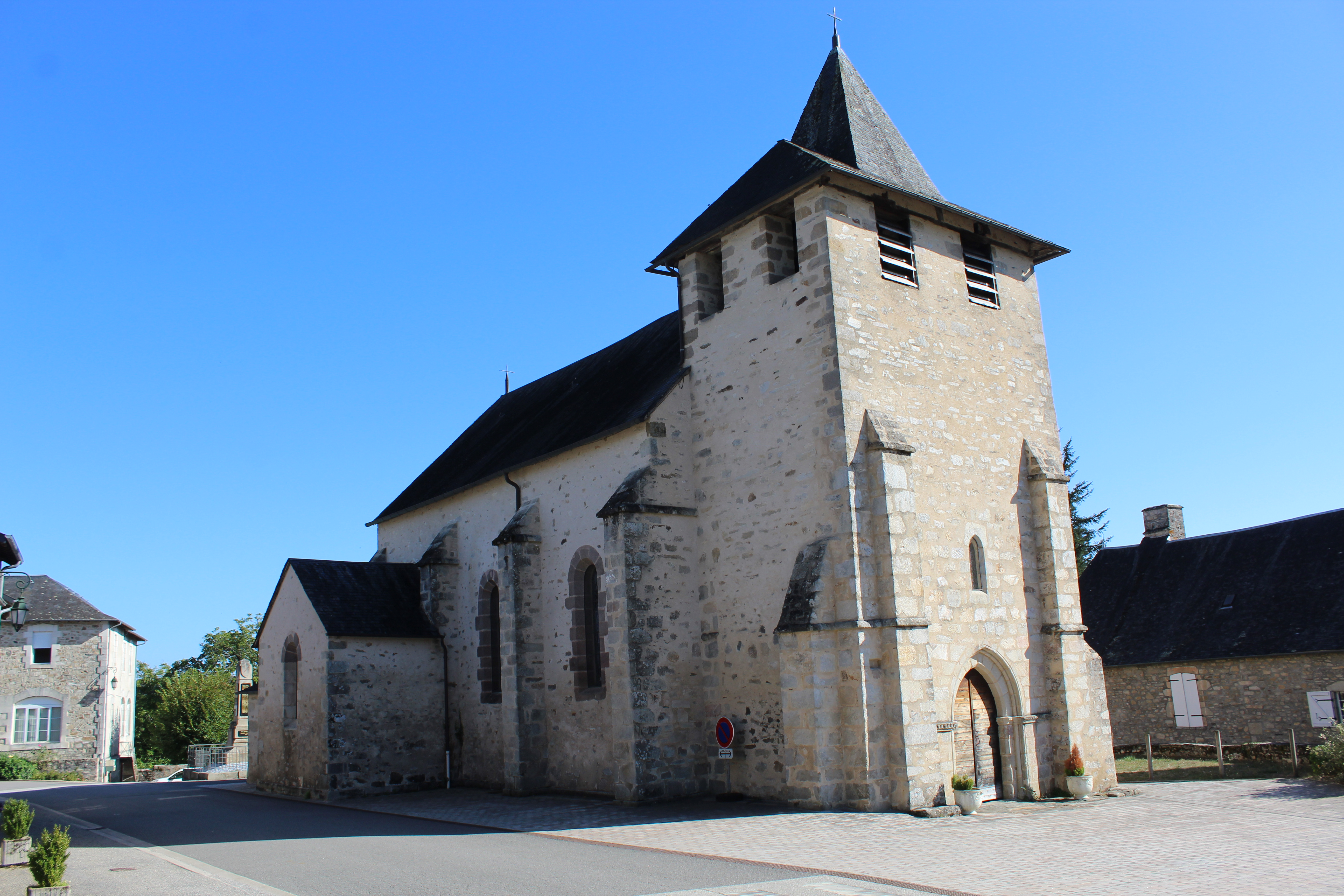
Kirche Saint-Étienne
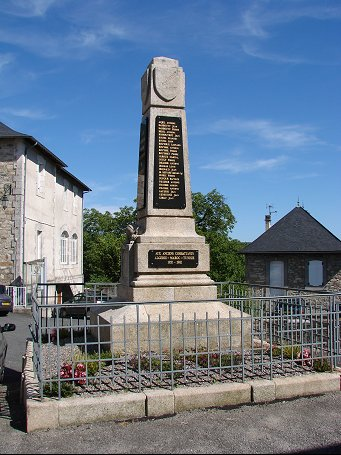
Gefallenendenkmal
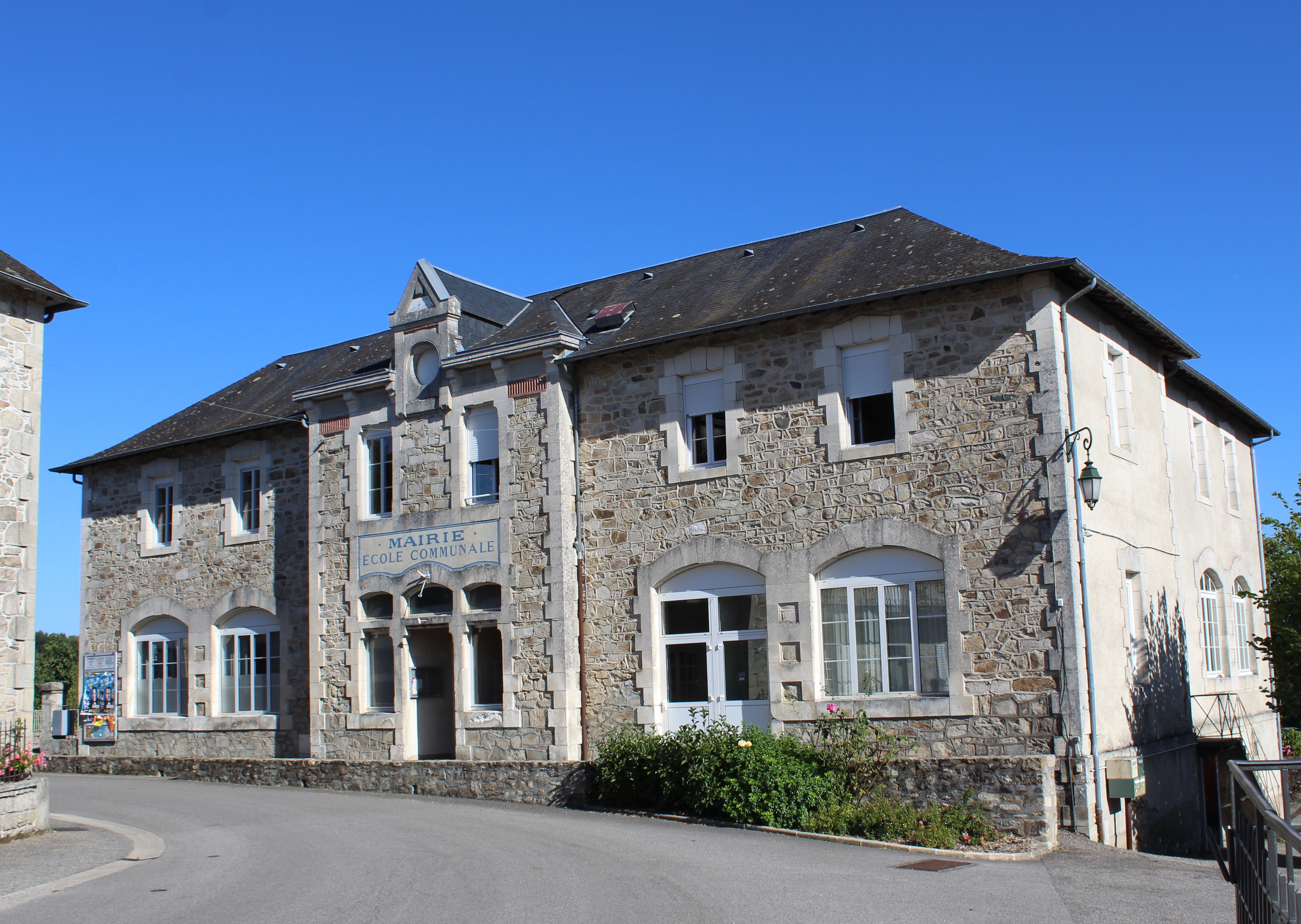
Schule und ehemalige Mairie

## Persönlichkeiten
- Louis-Joseph Hugo (1777–1853), französischer General und Onkel Victor Hugos wohnte ab 1830 in Chameyrat